# Biserica de lemn din Dobricel

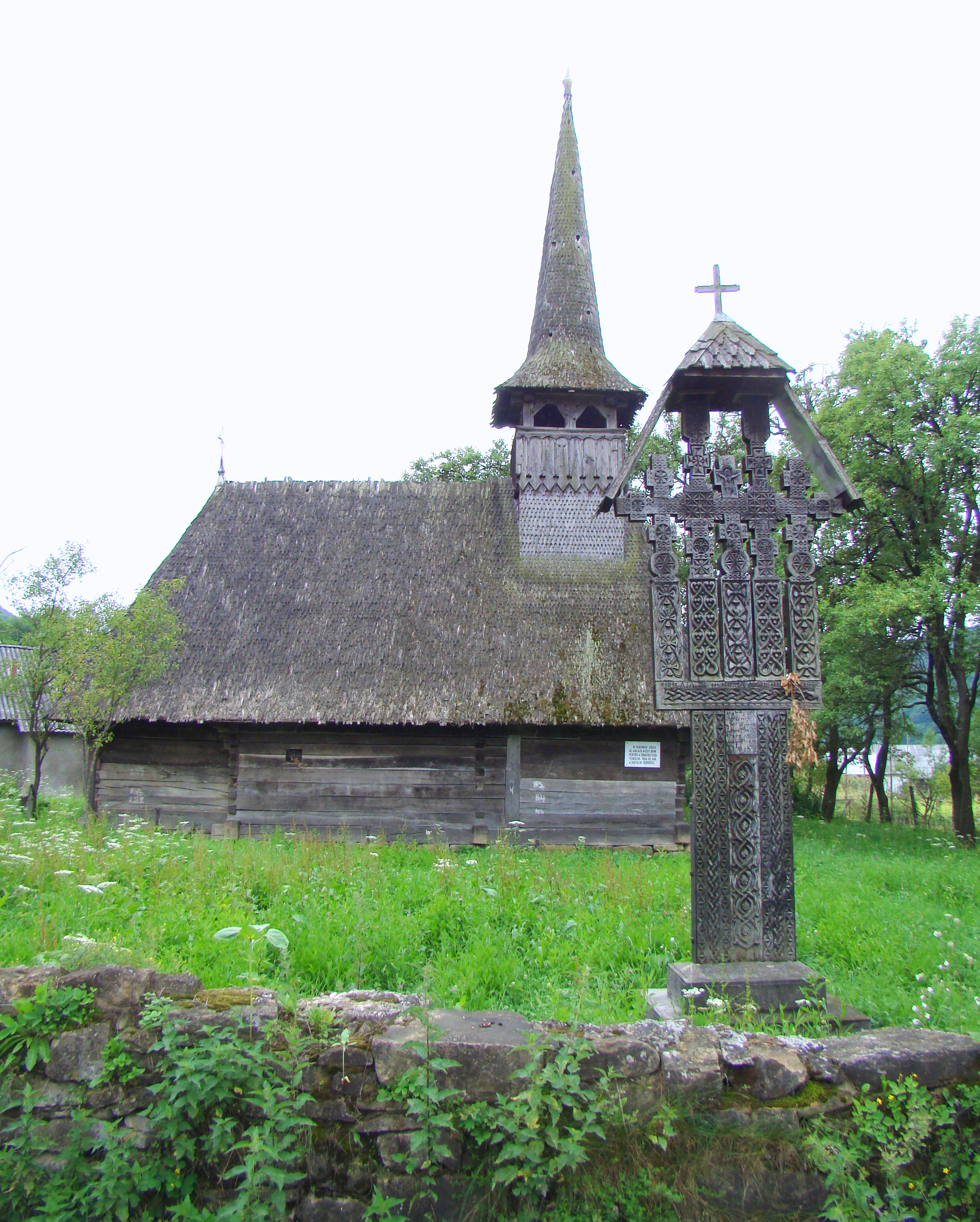
Biserica de lemn „Sfinţii Arhangheli" din Dobricel, comuna Spermezeu, județul Bistrița-Năsăud, foto: iulie 2009.

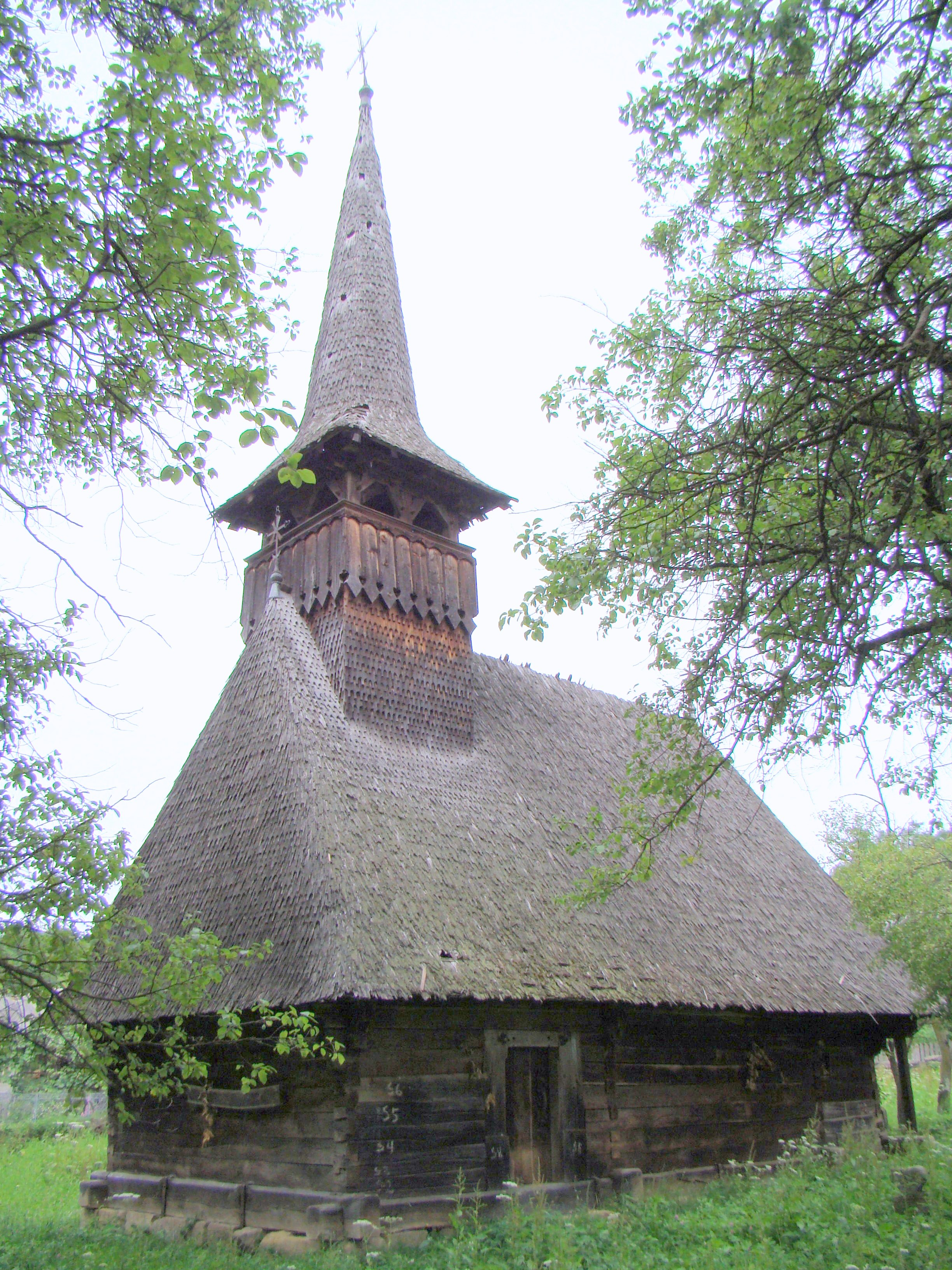
Biserica (sud-vest)

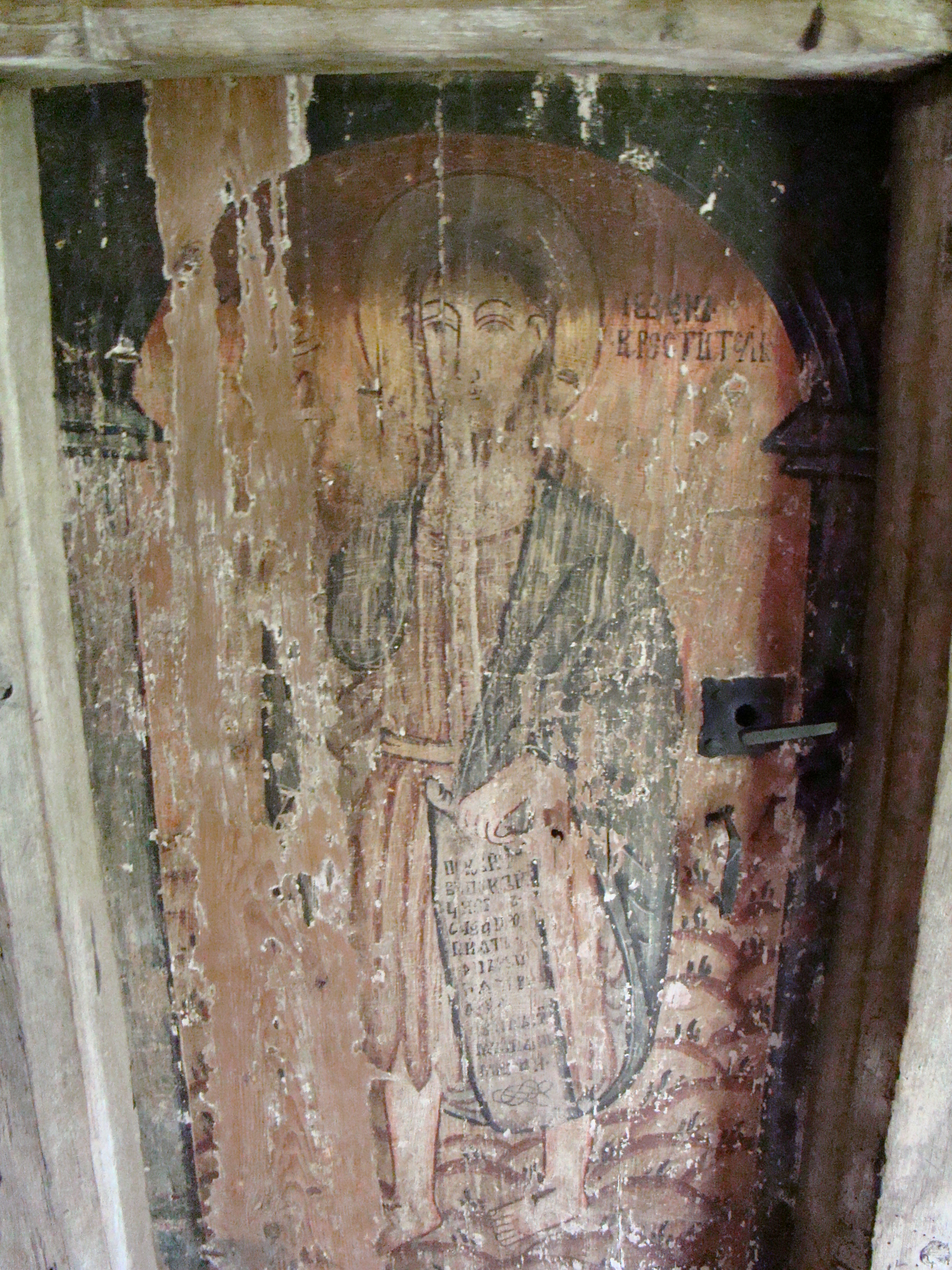
Uşă diaconească

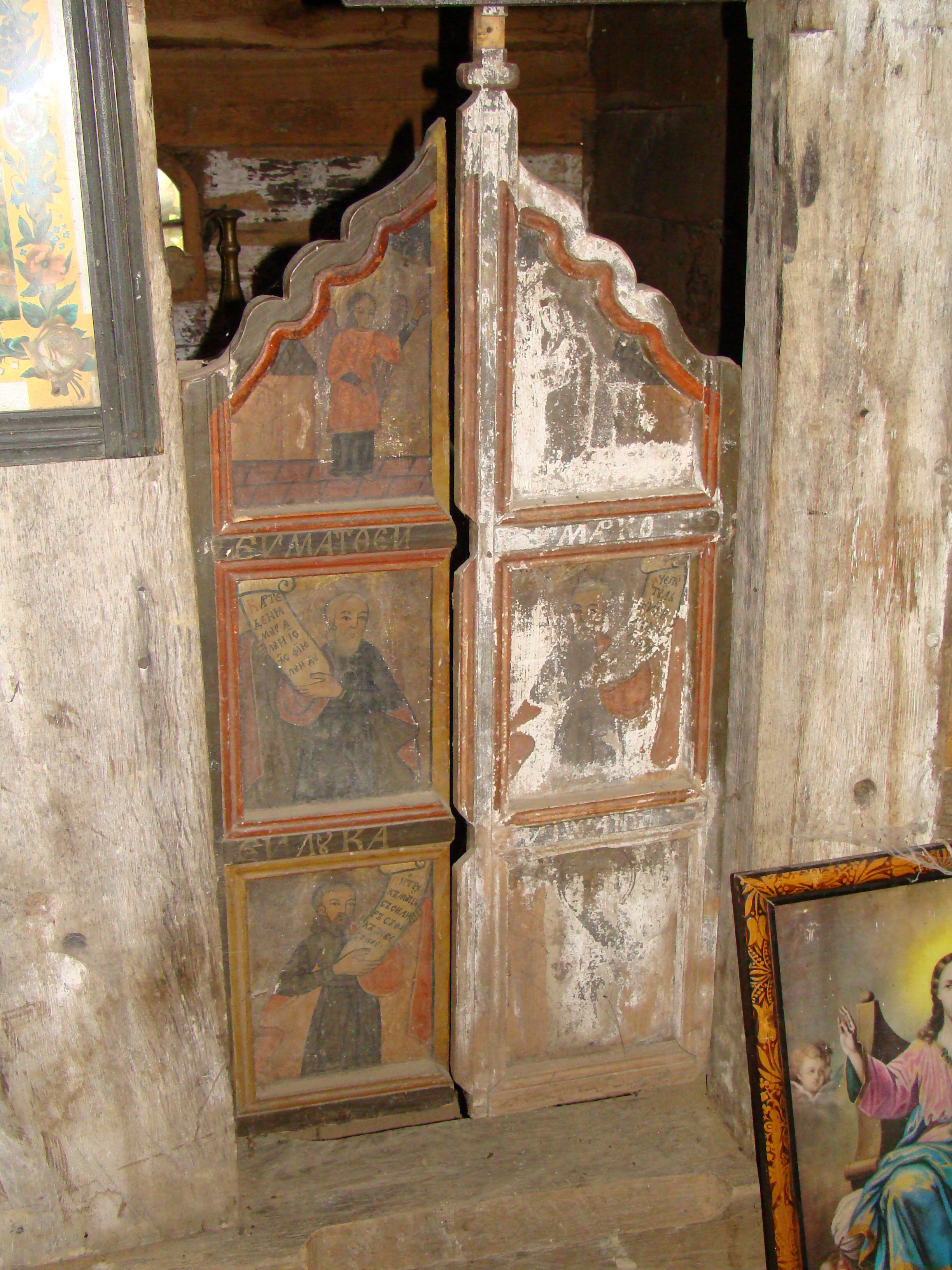
Uşile împărăteşti

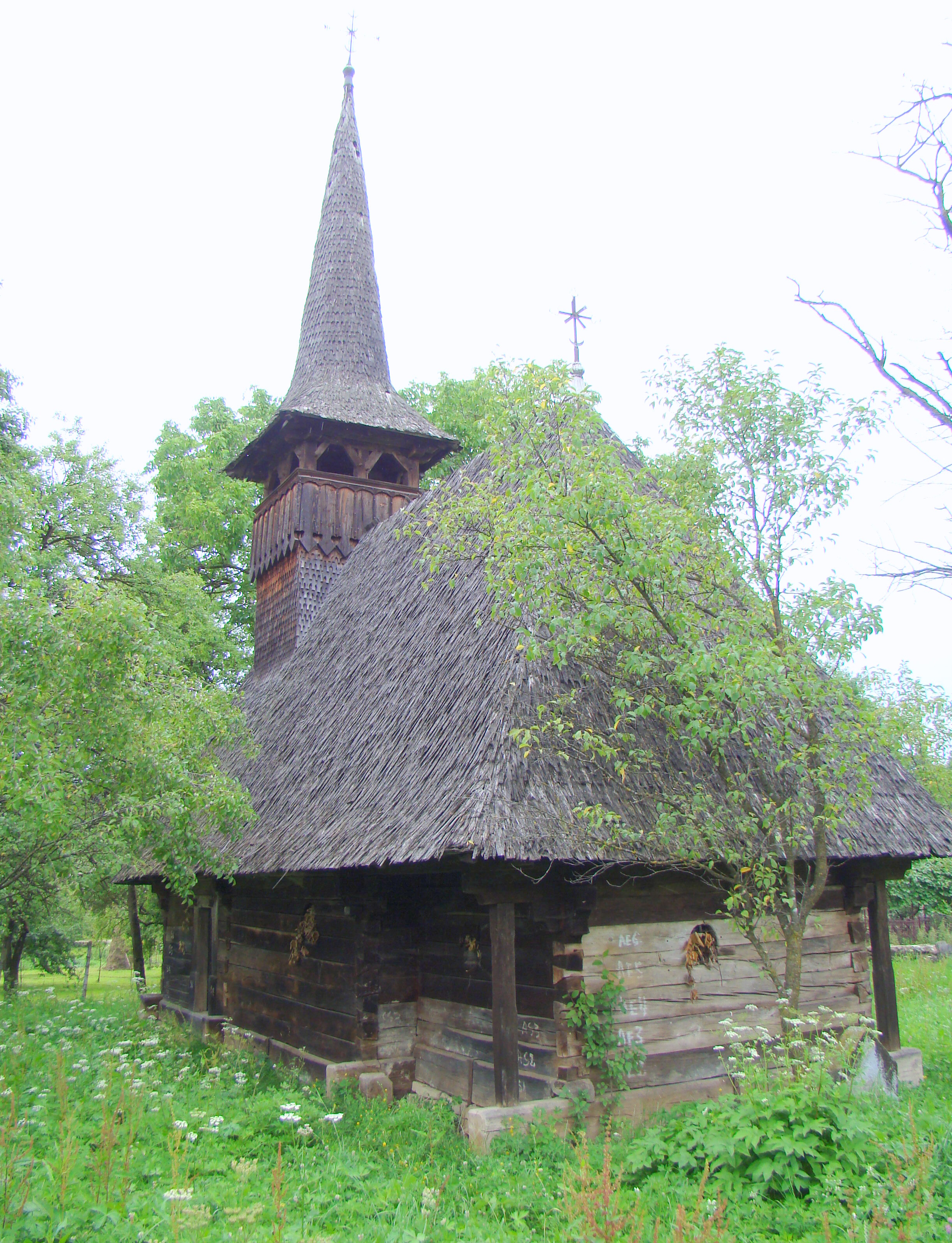
Biserica (sud-est)

Biserica de lemn din Dobricel, comuna Spermezeu, județul Bistrița-Năsăud datează din anul 1744 . Lăcașul are hramul „Sfinții Arhangheli Mihail și Gavriil” (8 noiembrie) și figurează pe lista monumentelor istorice, cod LMI BN-II-m-A-01647. 

## Imagini din exterior

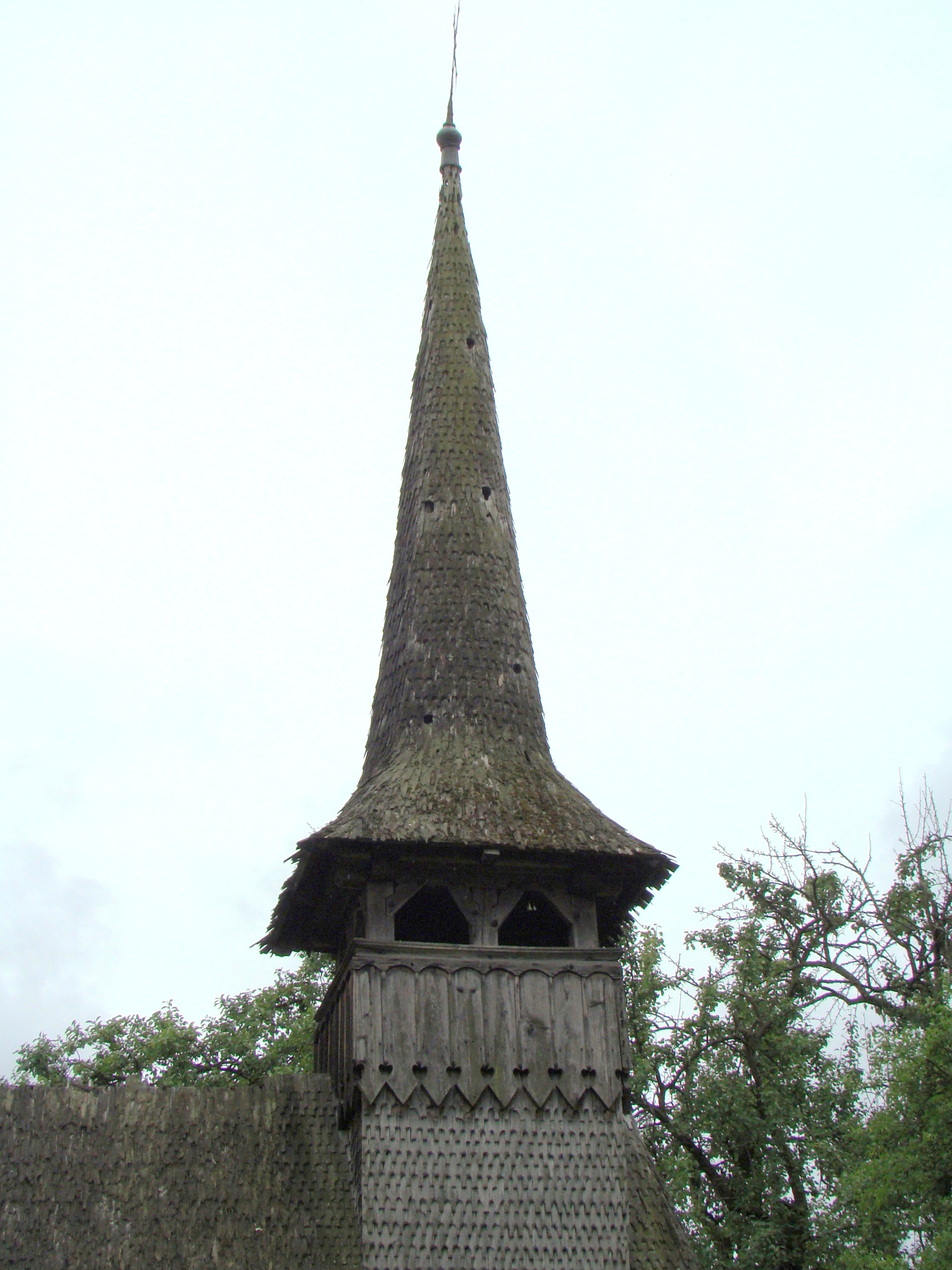
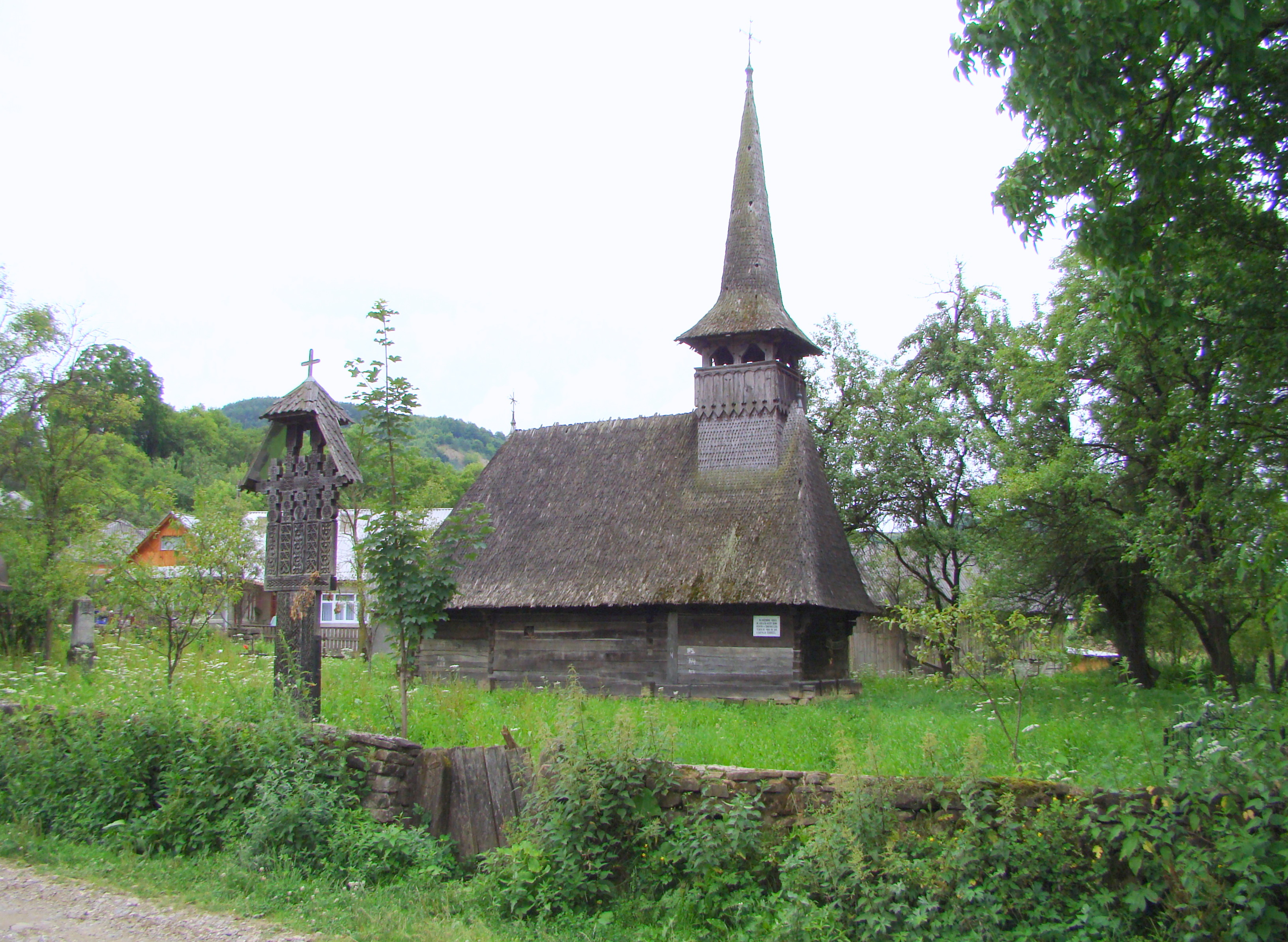
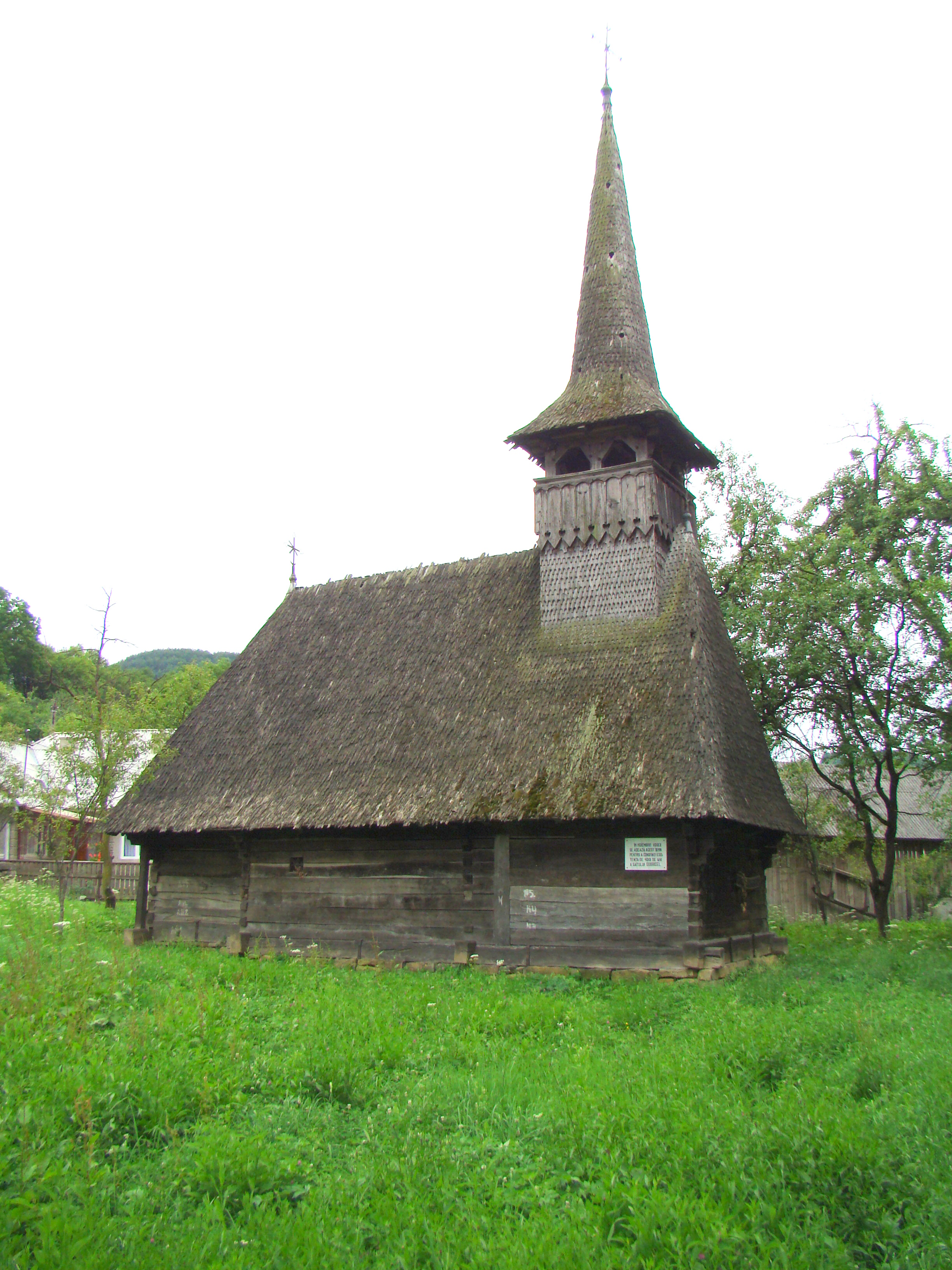
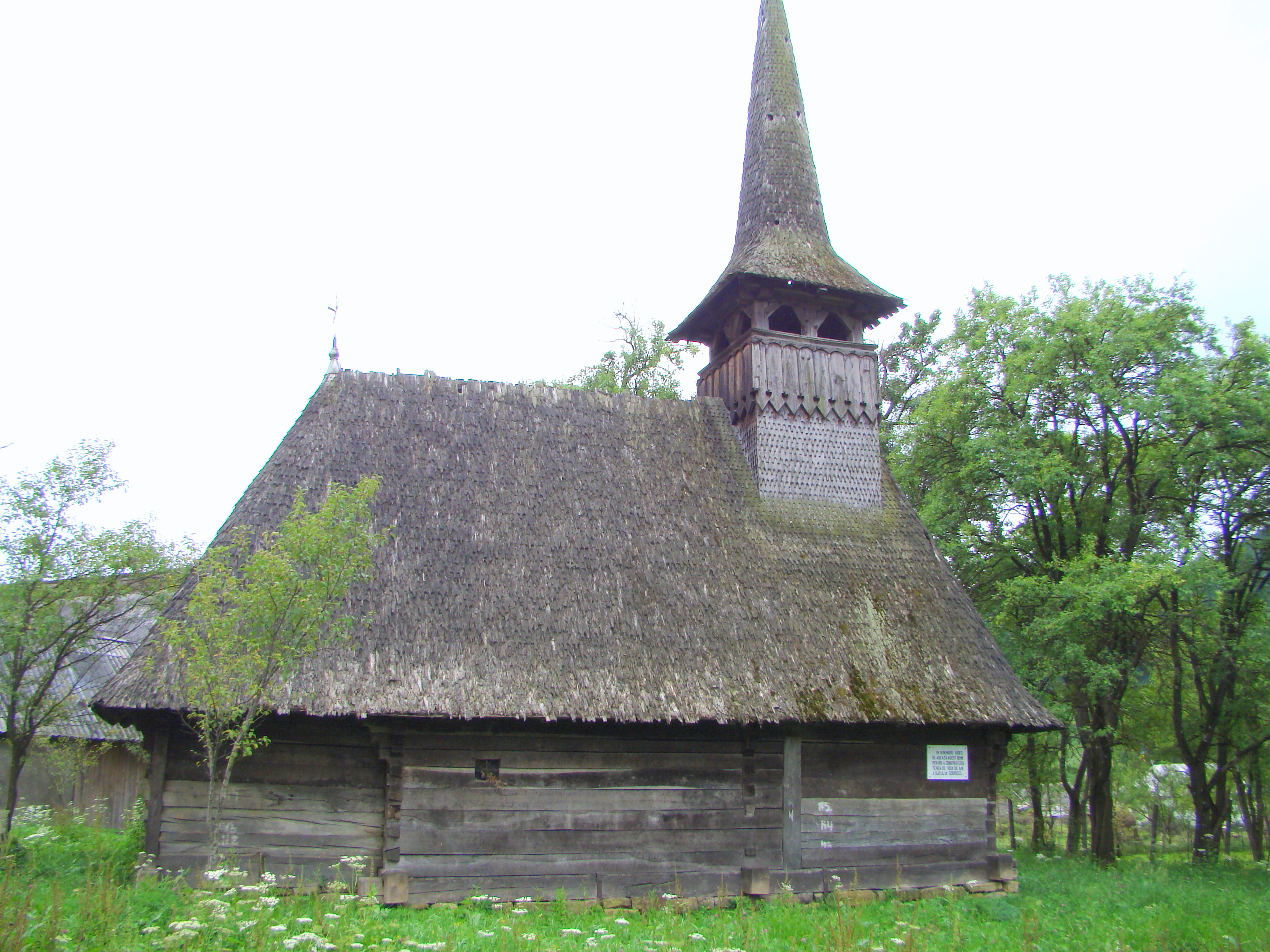
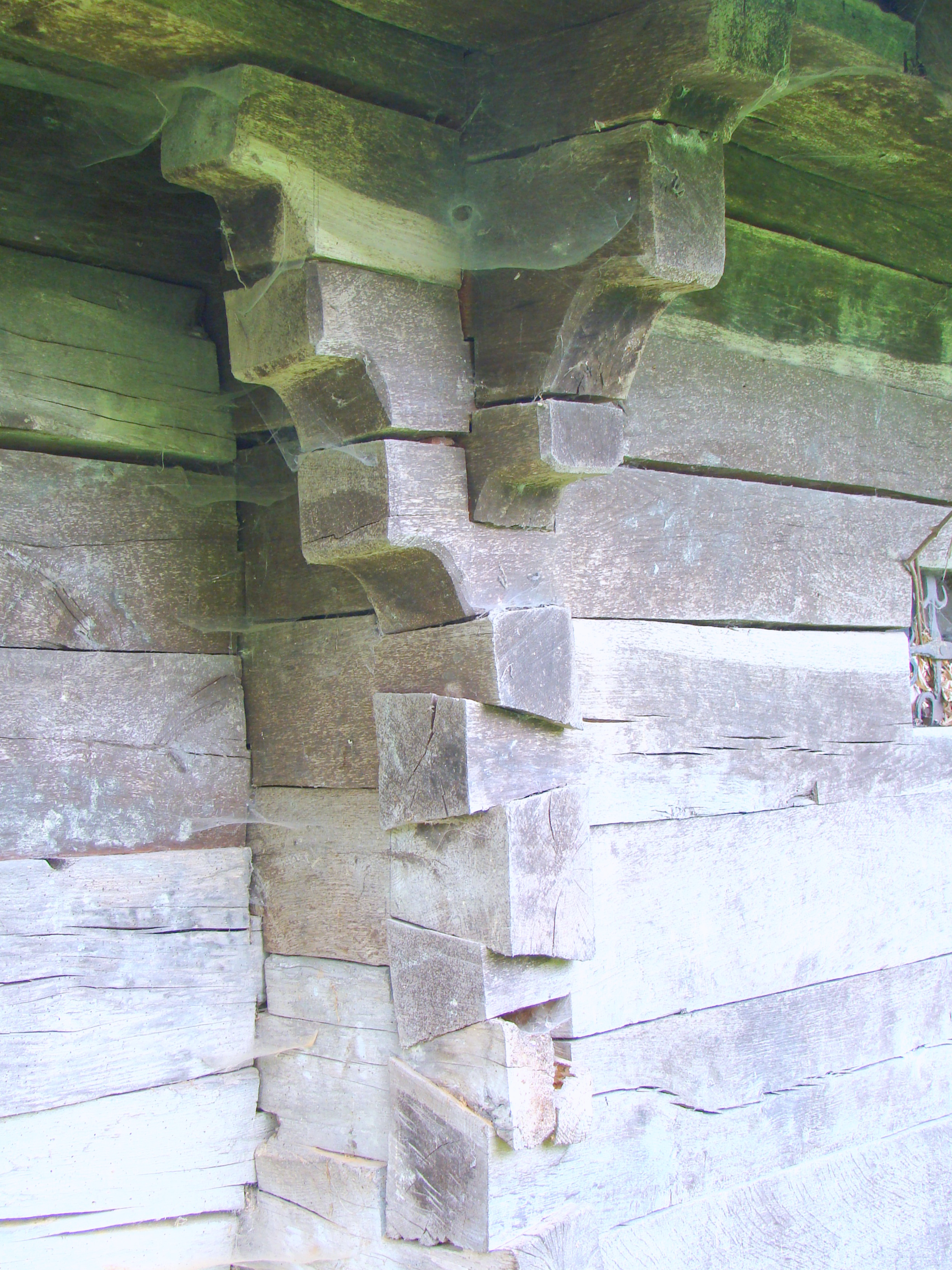
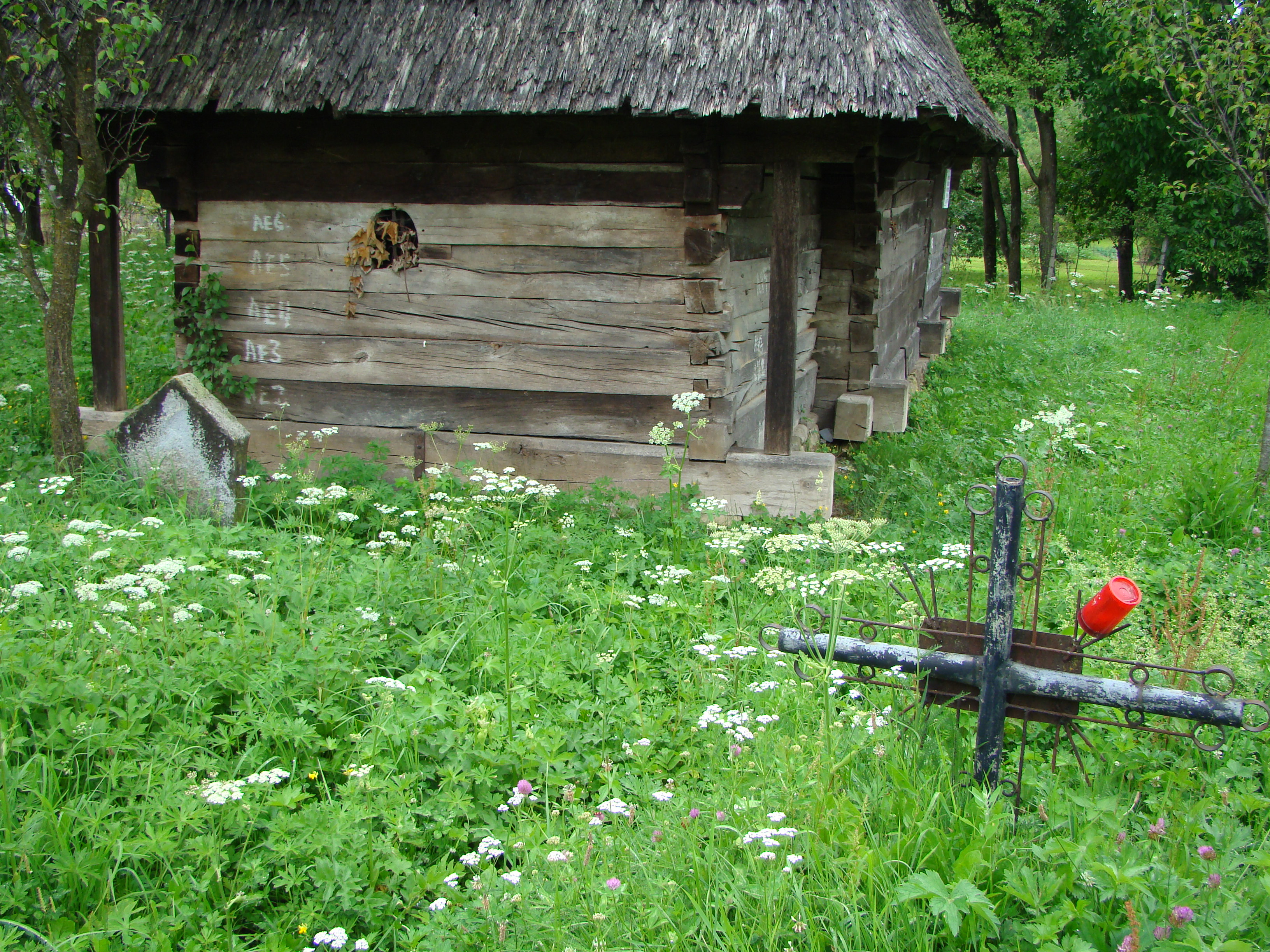
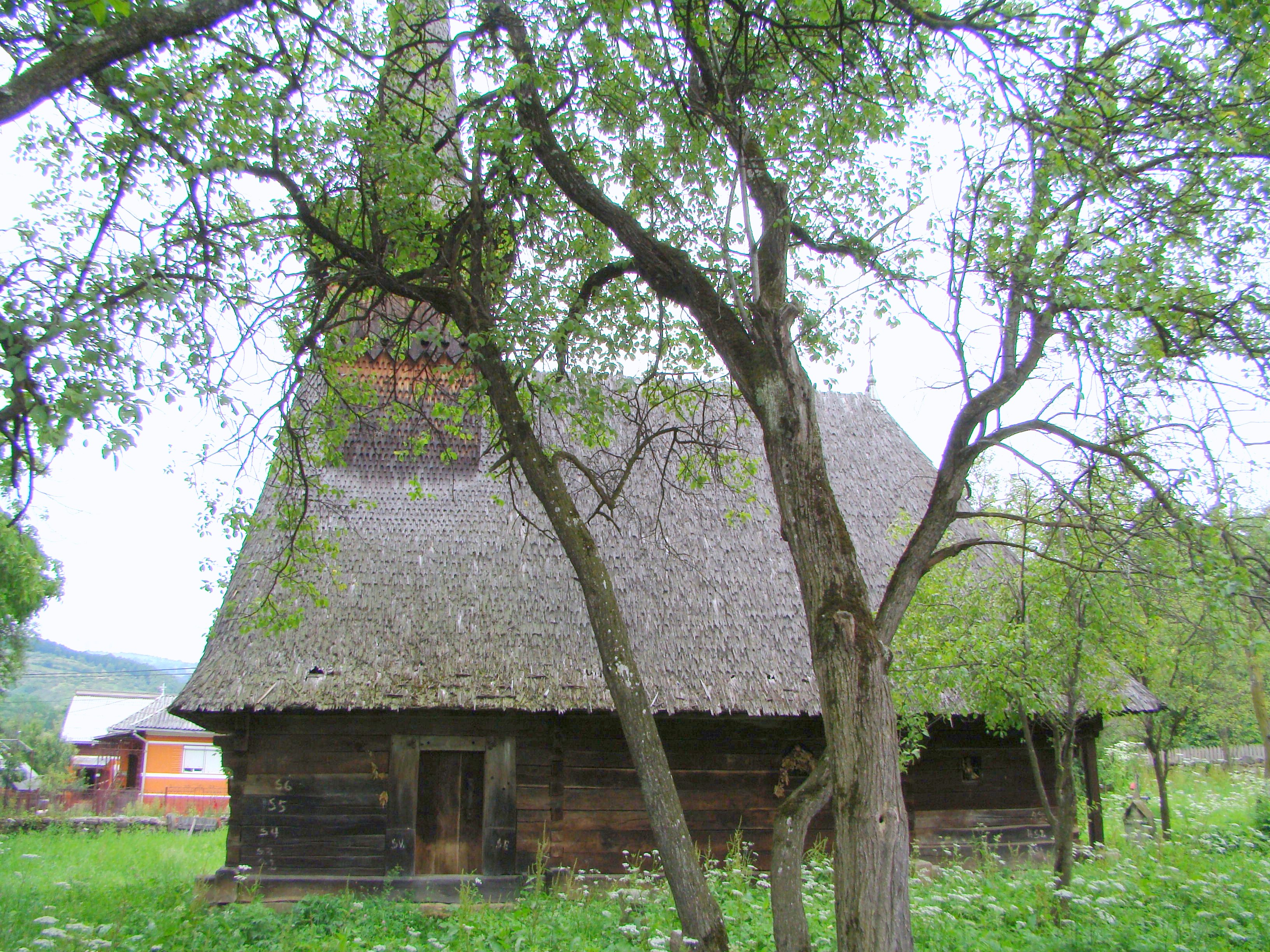
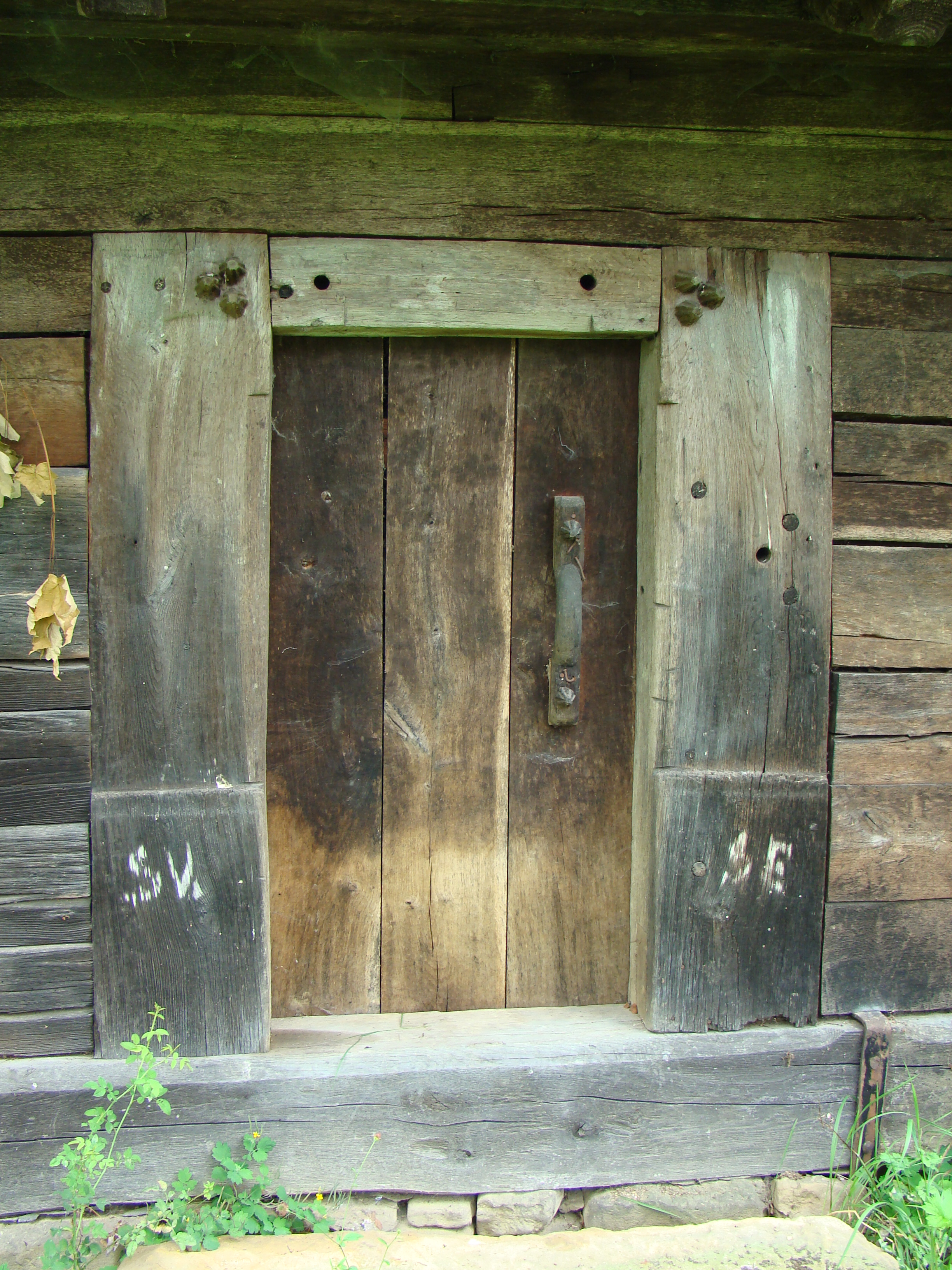
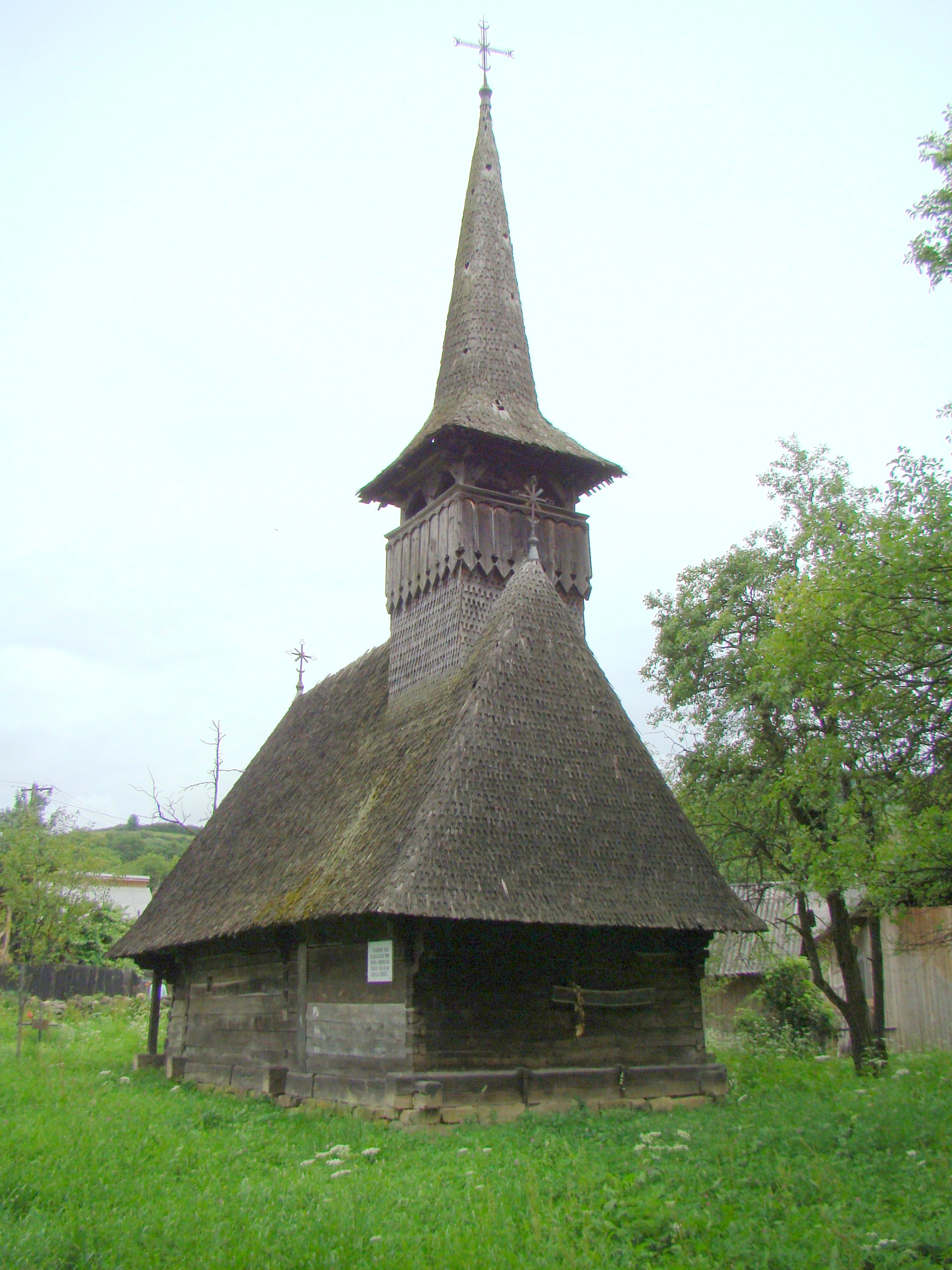

## Istoric și trăsături
Biserica de lemn Sfinții Arhangheli din Dobricel, ce datează din anul 1744, are un plan simplu: dreptunghiular, cu un pronaos cu intrarea pe latura de sud și un perete plin, cu trei laturi ce se îmbină în unghiuri drepte, prevăzut cu o ușă spre naos. Absida altarului este decroșată. Acoperișul de șindrilă, unitar, acoperă și porțiunile decroșate, sprijinindu-se la colțurile absidei altarului pe doi stâlpi și formând astfel două mici pridvoare. 
Deasupra pronaosului se ridică un turn cu baza pătrată, având o galerie deschisă, cu câte două arcade pe fiecare latură. Coiful înalt, dar proporțional față de restul construcției, are o bază de asemenea pătrată. Se remarcă, dintre elementele reprezentative, o mică fereastră semicirculară, tăiată în lățimea unei singure bârne și consolele în trepte ce susțin acoperișul la colțurile pronaosului și absidei altarului.
Pe latura superioară a ancadramentului ușii de acces din pronaos spre naos, în cadrul unei inscripții din care au rămas fragmente, s-a păstrat intact anul construirii bisericii - 1744.
Pronaosul tăvănit, naosul cu boltă semicilindrică și altarul de asemenea boltit semicilindric, dar ceva mai scund, au fost pictate, ca dovadă fiind cele câteva resturi de pânză fixate pe pereți. 
Din iconostas se mai păstrează ușile împărătești, el având o formă arhaică, doar cu două uși de acces în altar. 

## Imagini din interior

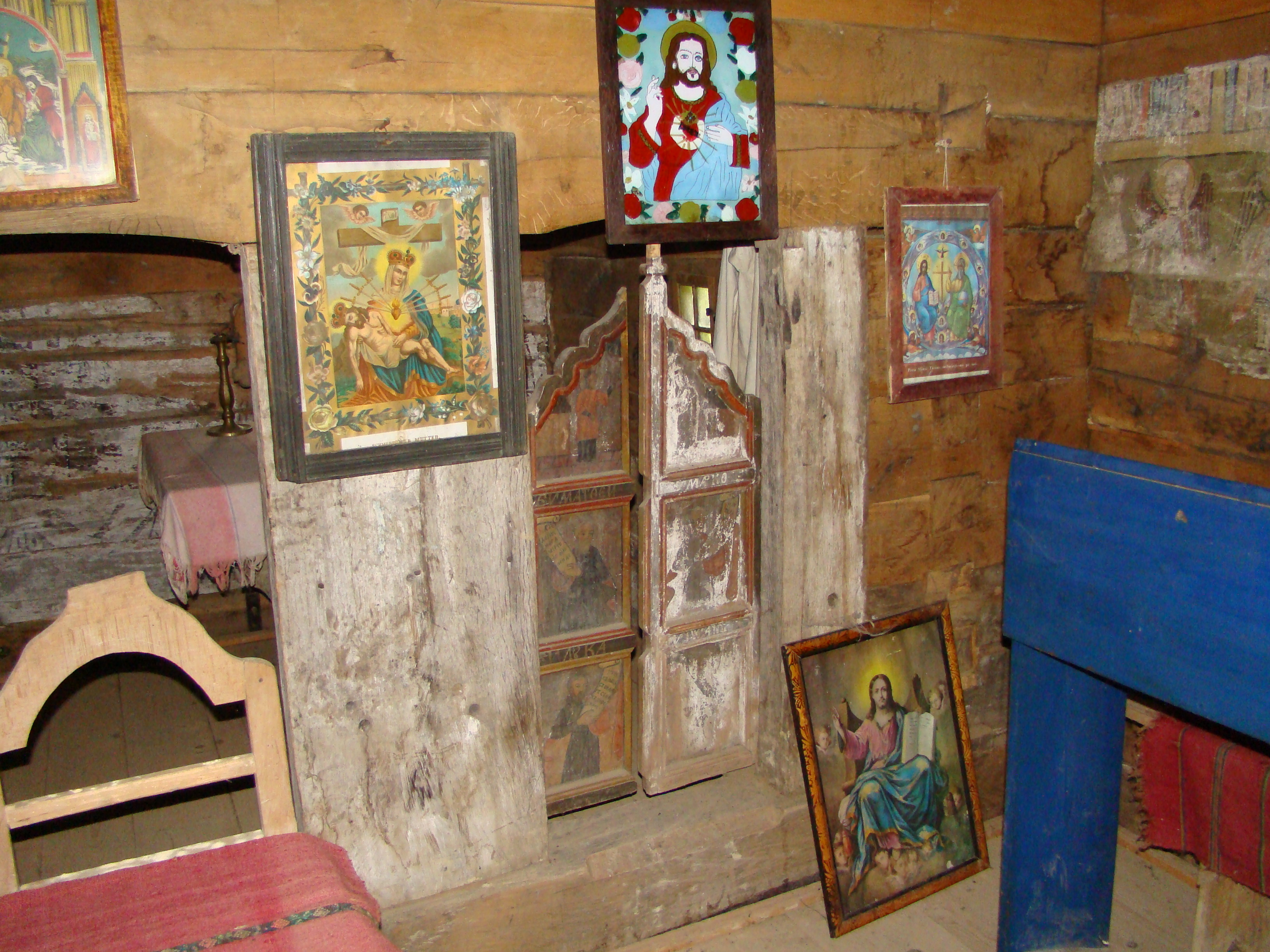
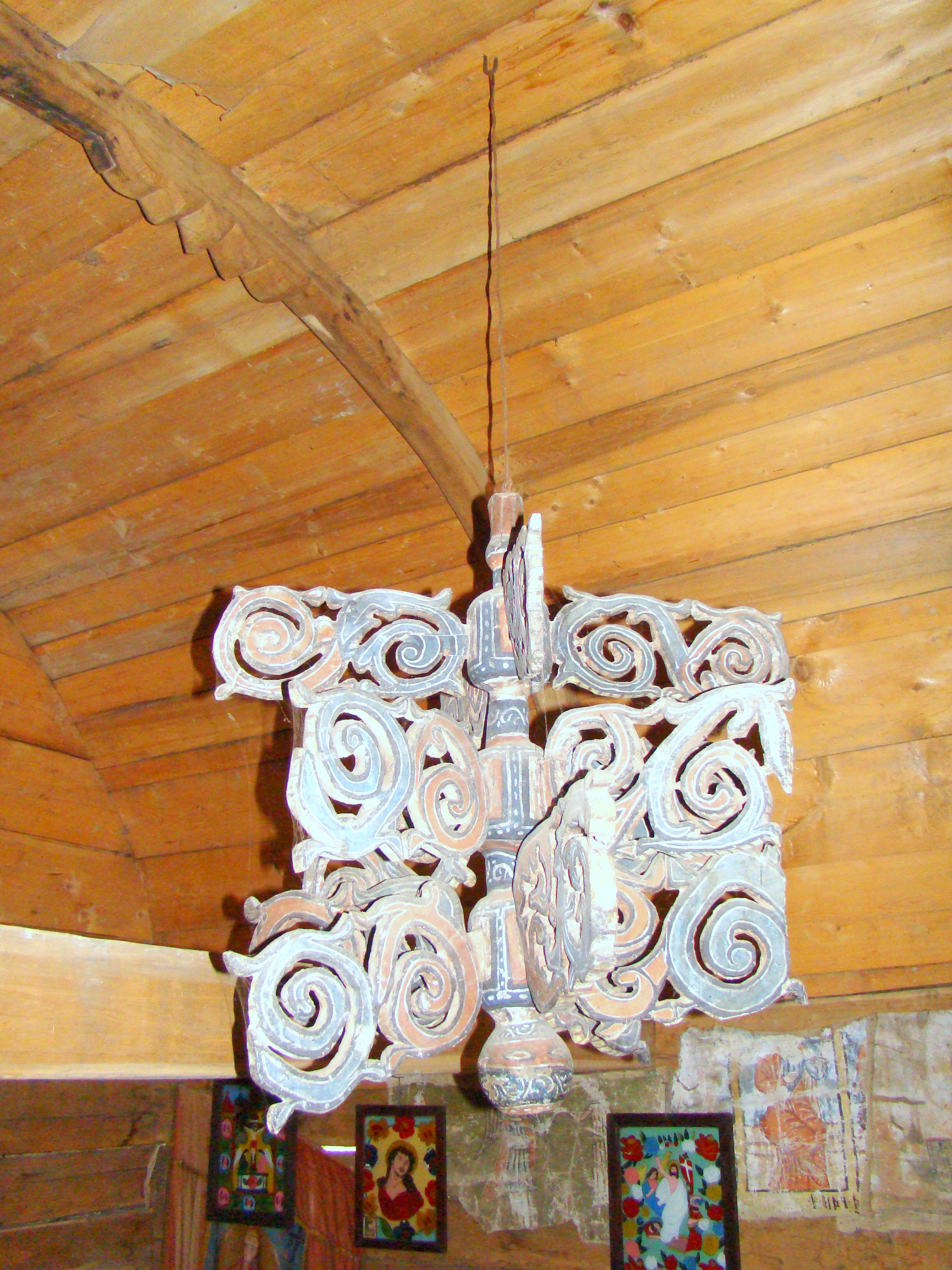
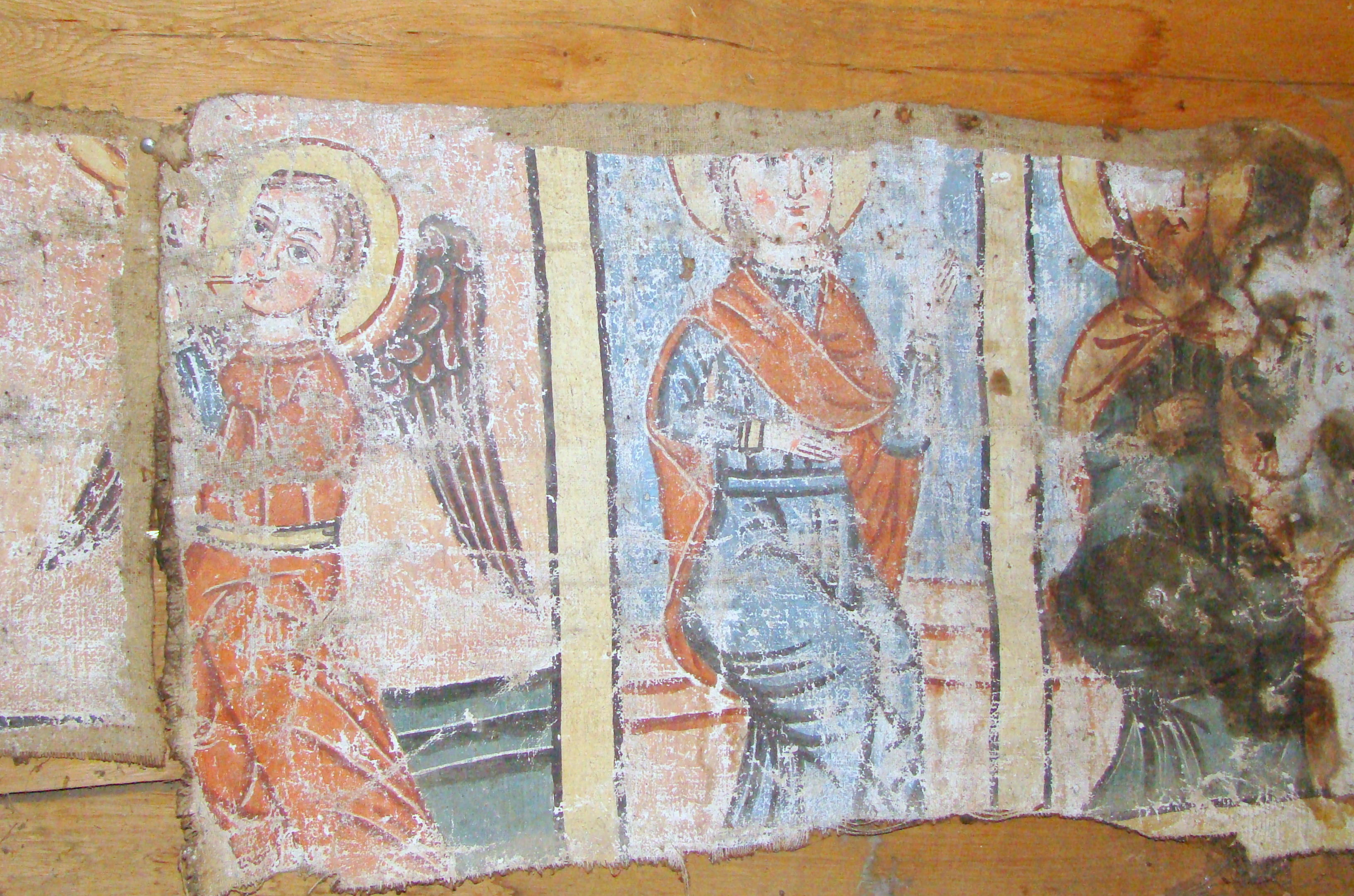
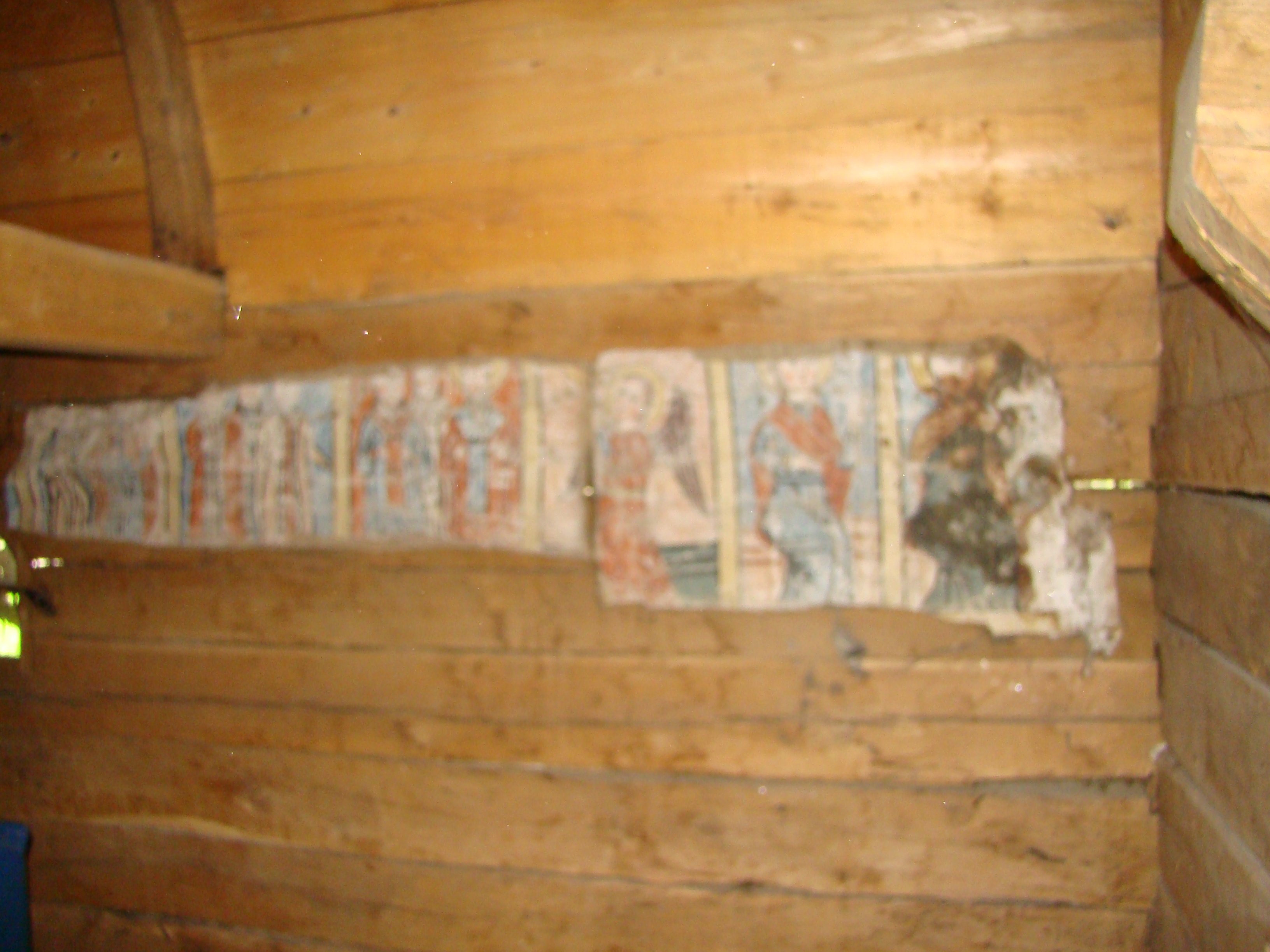
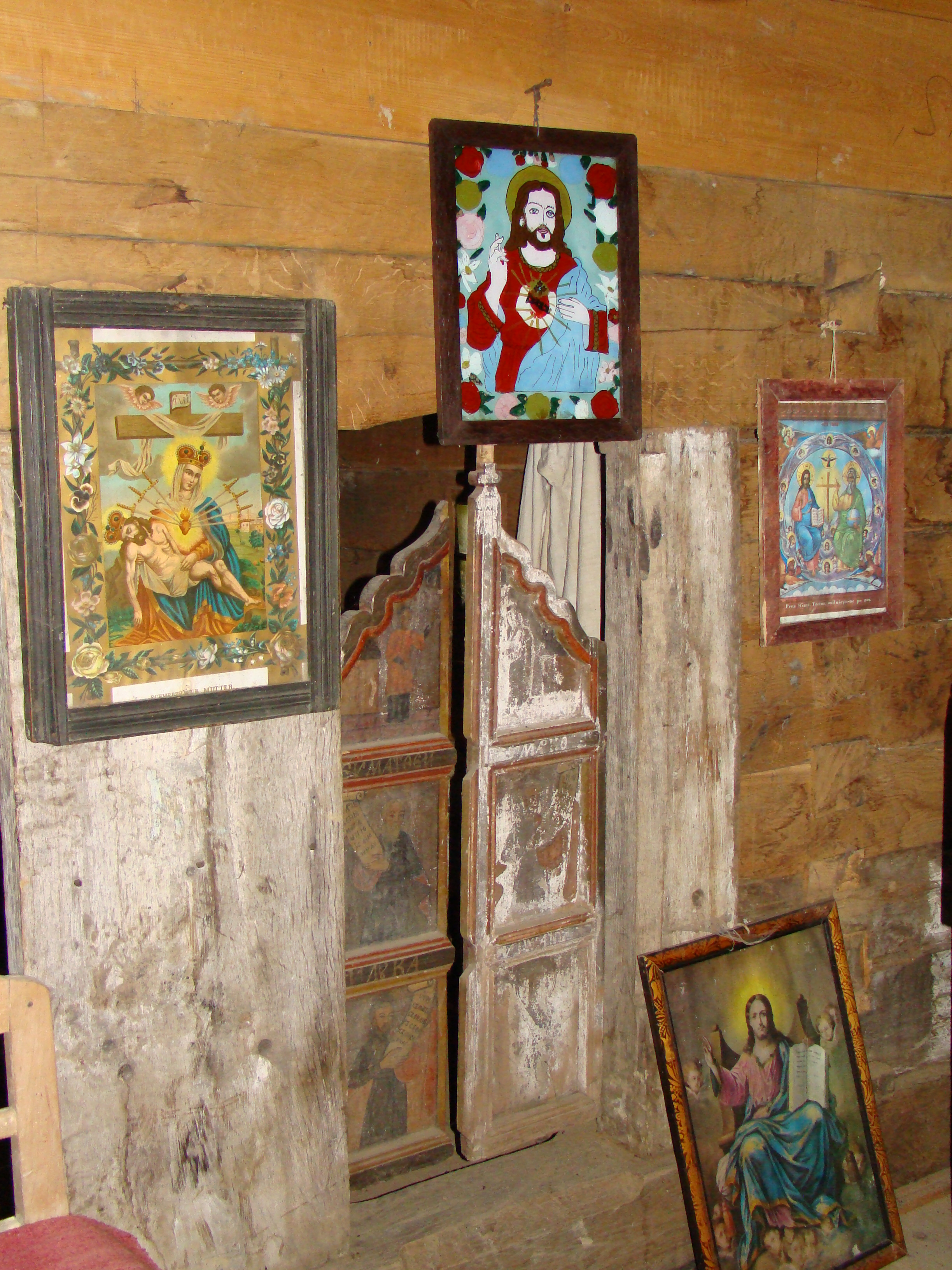
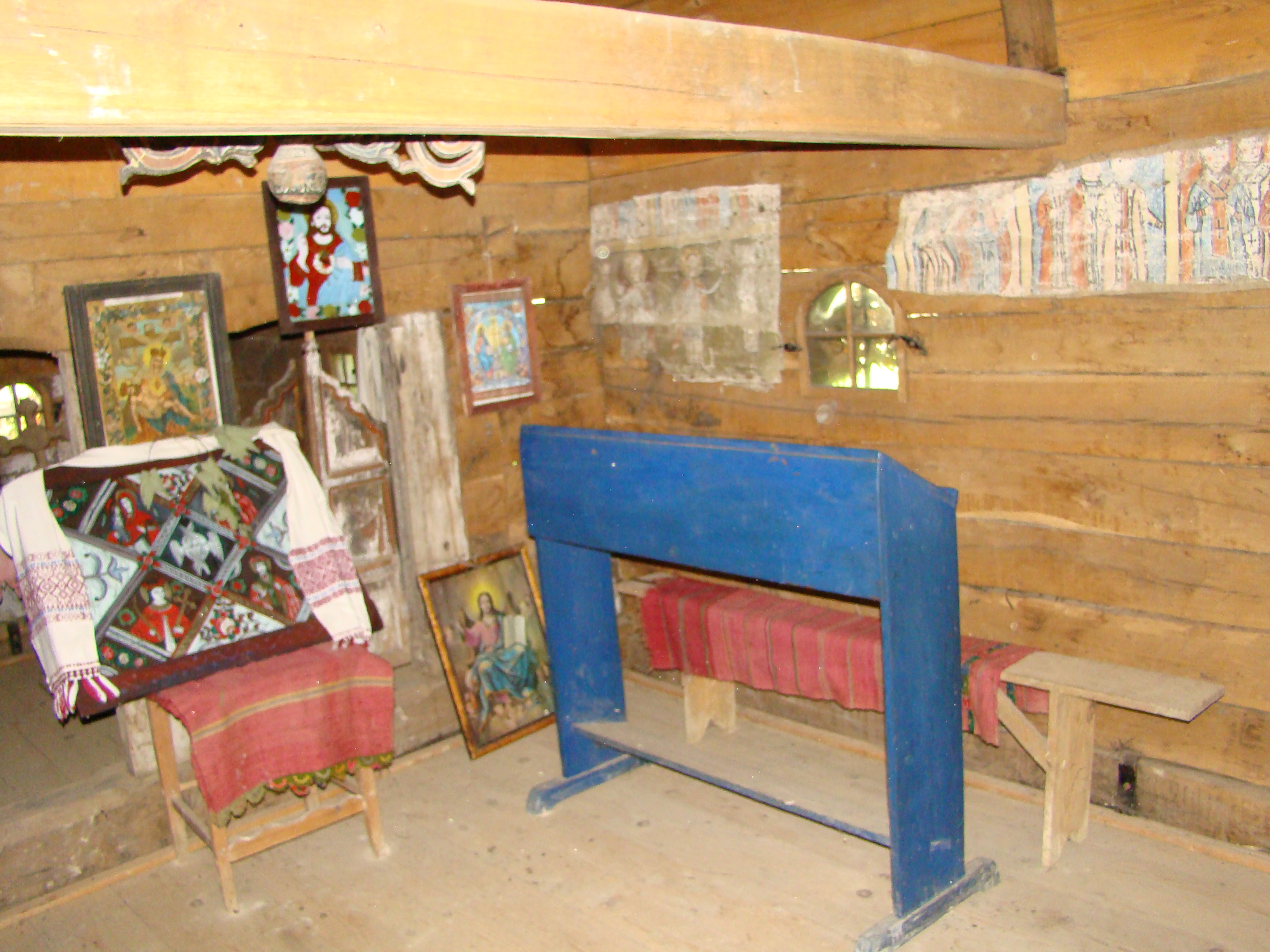
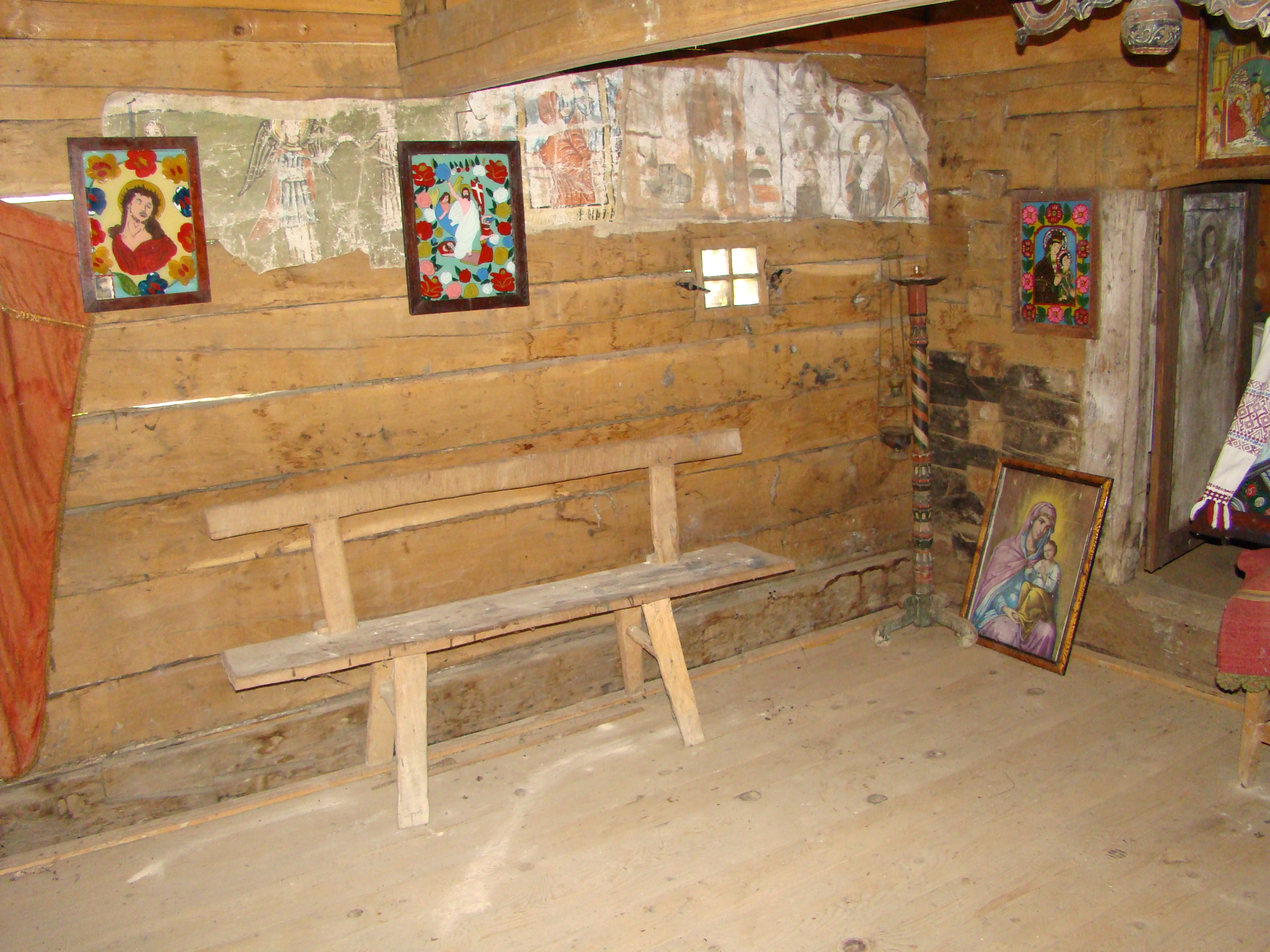
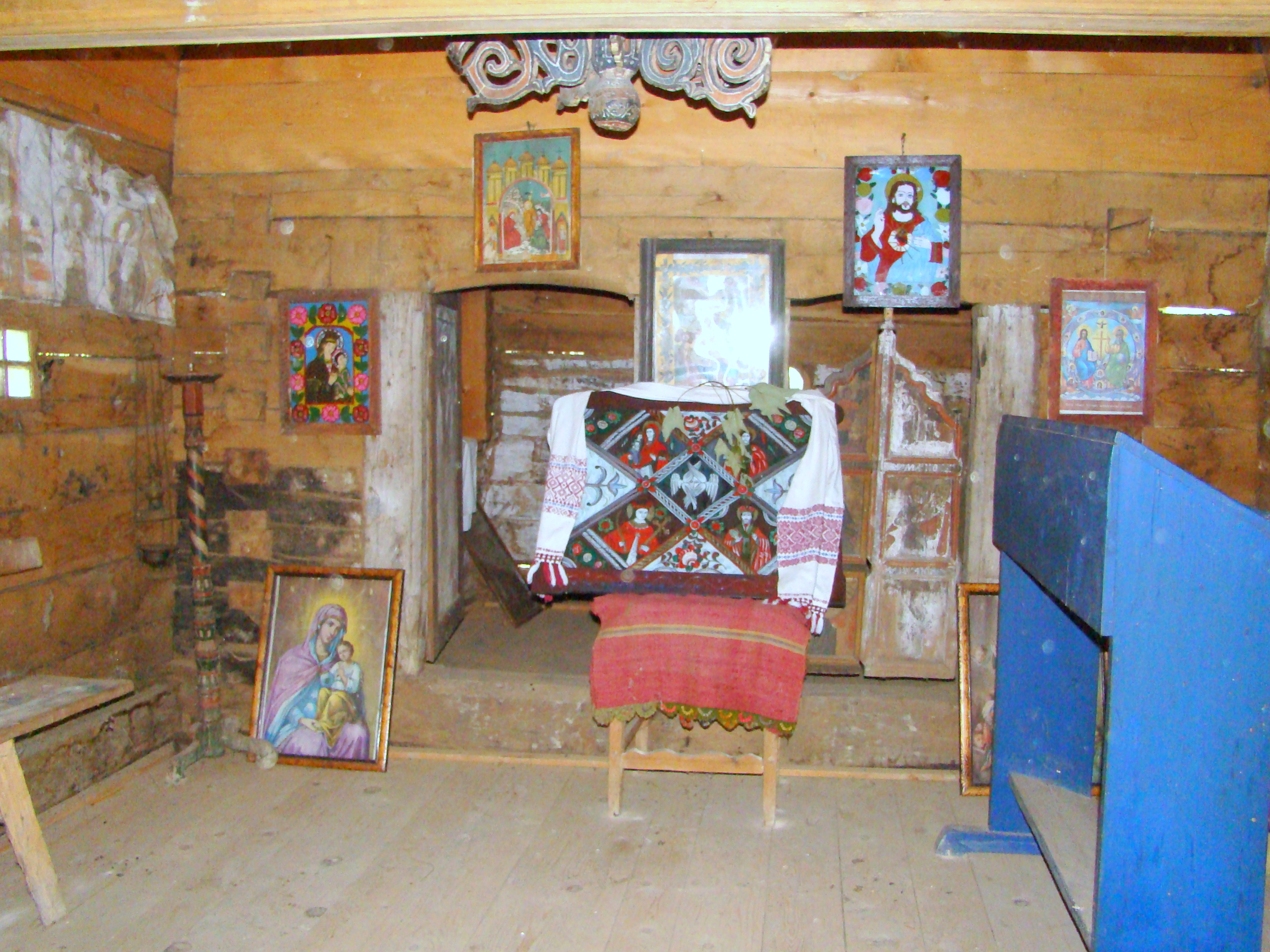
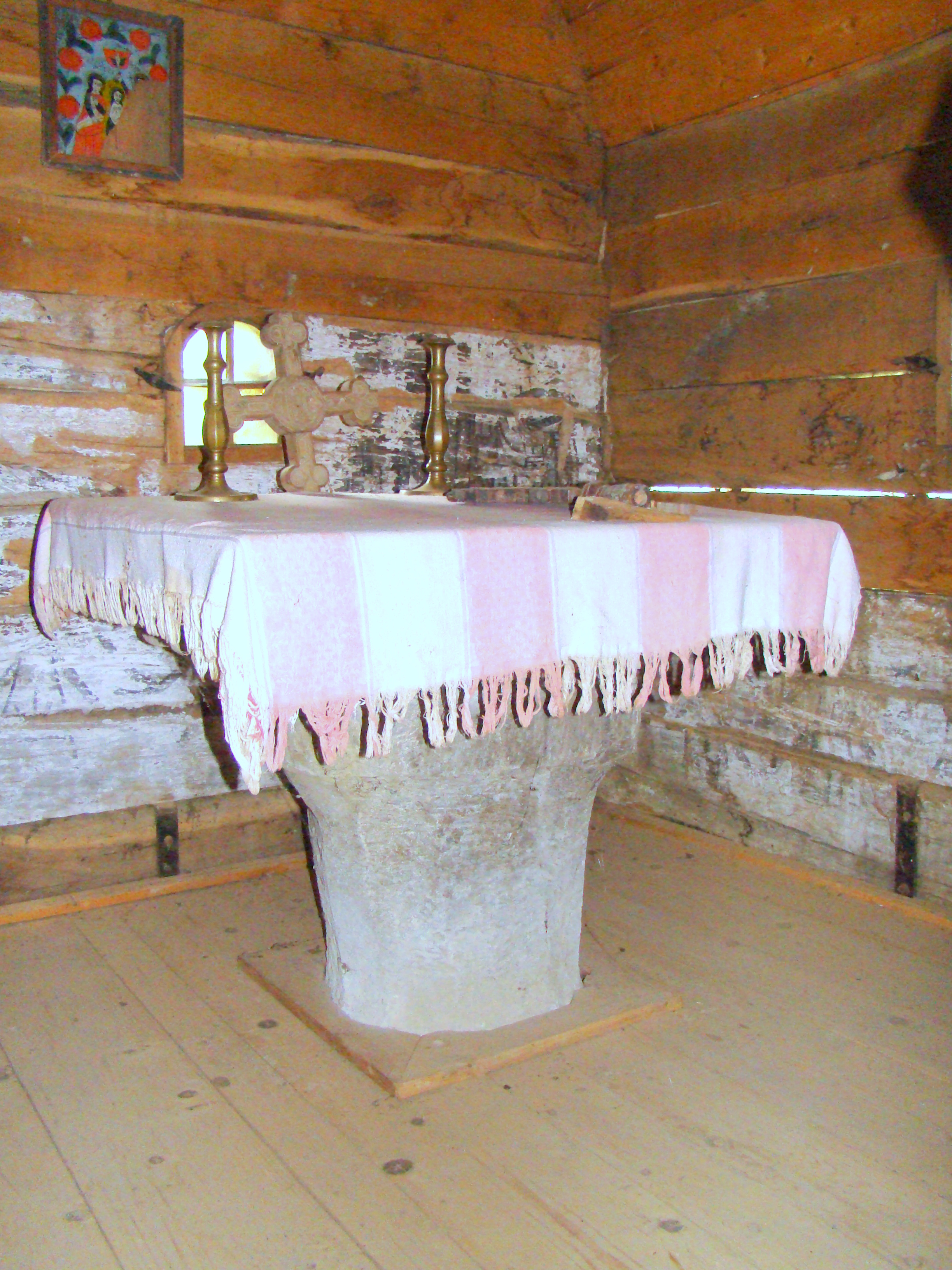
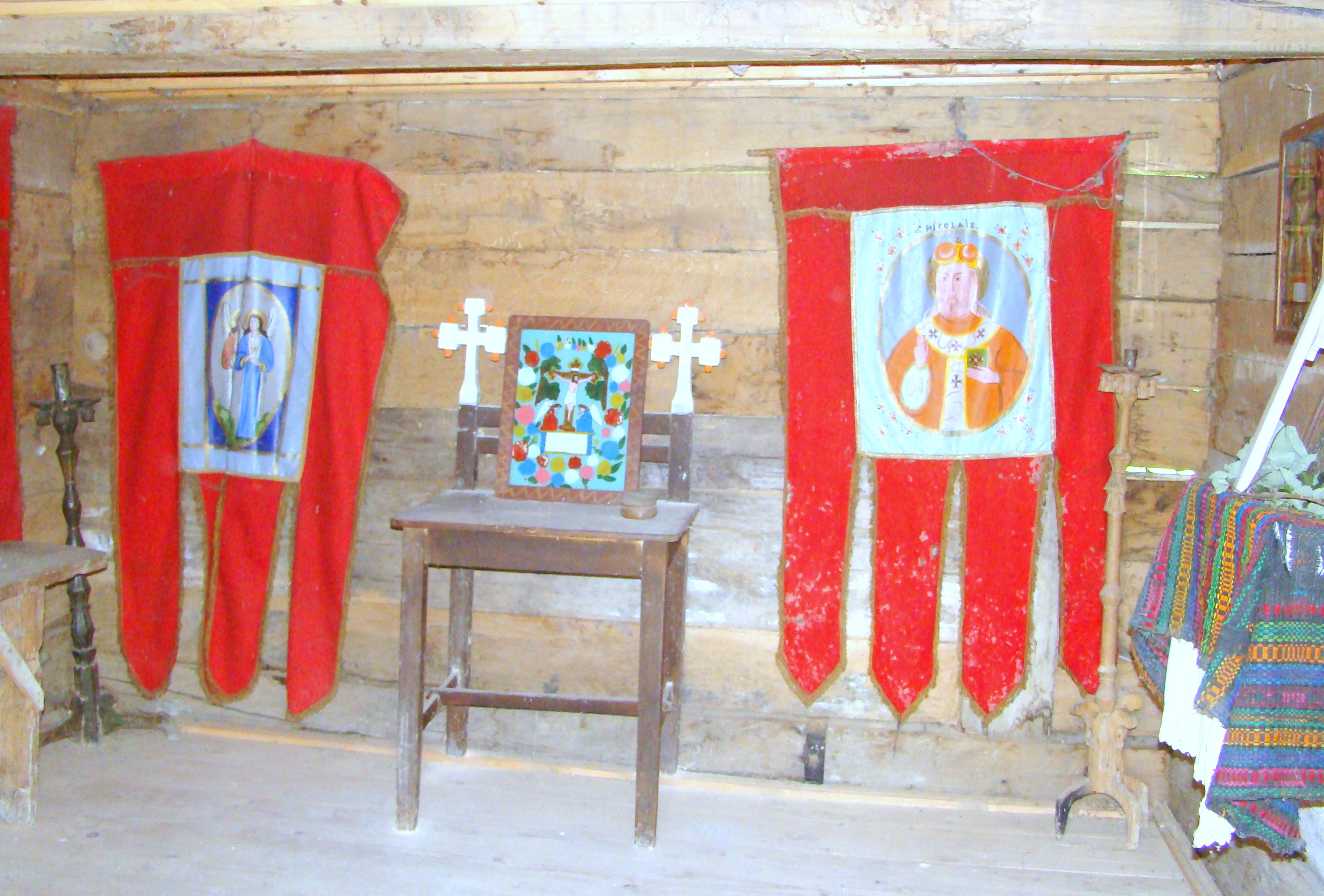
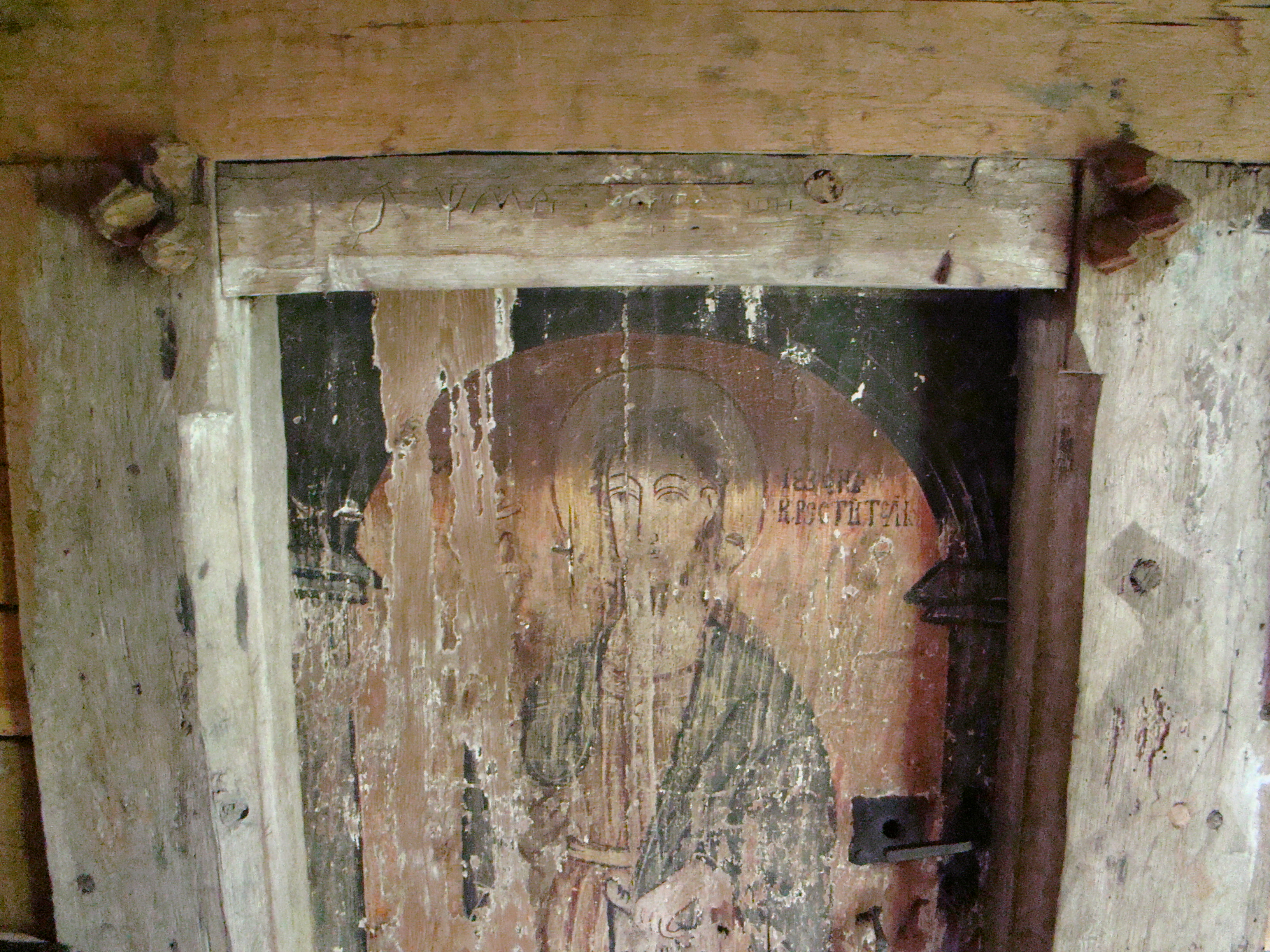
Biserica de lemn din Dobricel este datată de o inscripție chirilică pe portalul intrării în navă: „1744 ...”
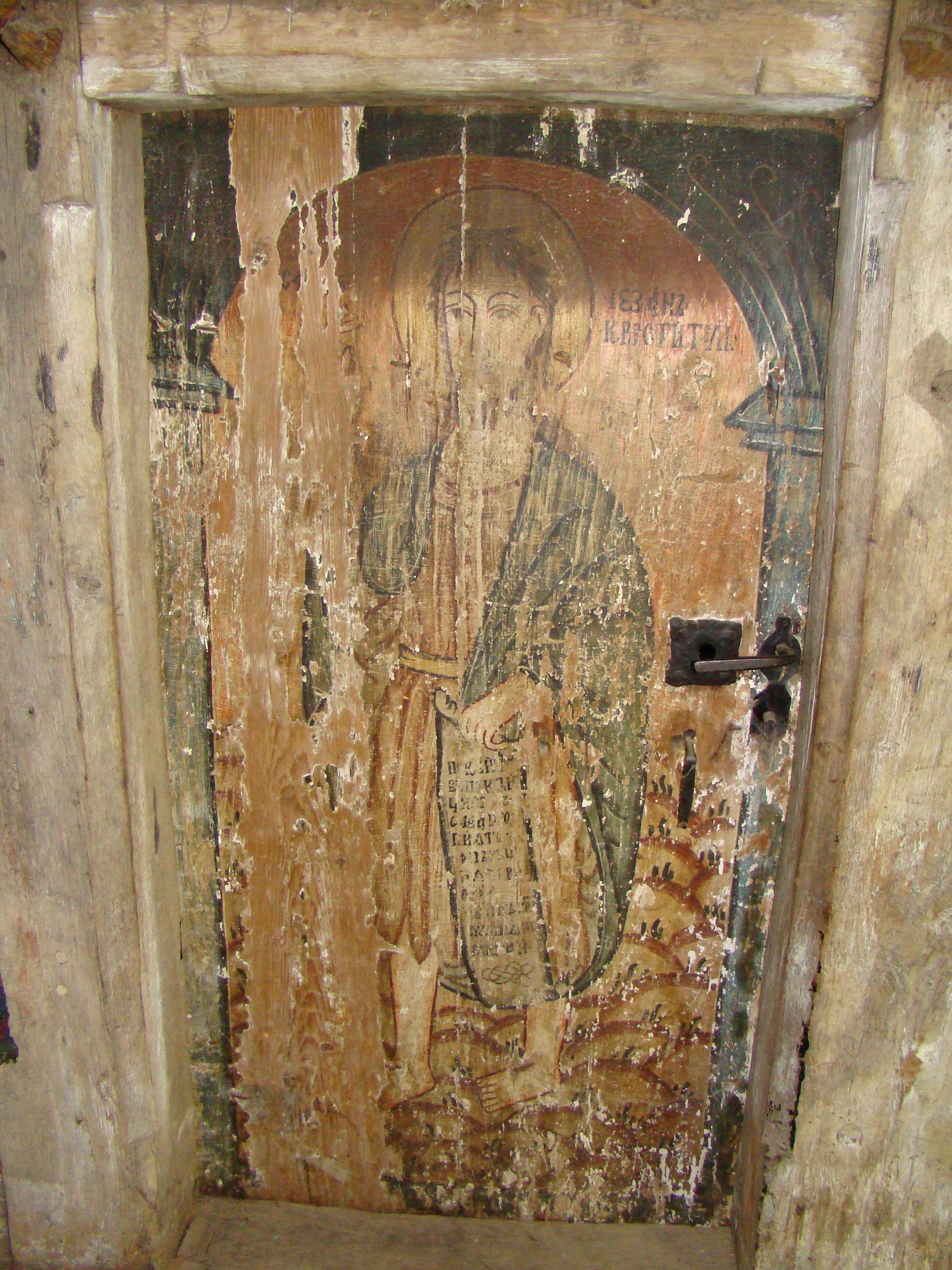